# Noyal-sous-Bazouges
Noyal-sous-Bazouges (en bretó Noal-Bazeleg, en gal·ló Nouya) és un municipi francès, situat a la regió de Bretanya, al departament d'Ille i Vilaine. L'any 2006 tenia 374 habitants.

## Demografia
| 1962                                       | 1968 | 1975 | 1982 | 1990 | 1999 |
| ------------------------------------------ | ---- | ---- | ---- | ---- | ---- |
| 458                                        | 520  | 502  | 447  | 378  | 379  |
| Des de 1962: població sense dobles comptes |      |      |      |      |      |

## Administració
| Període   | Identitat      | Partit |
| --------- | -------------- | ------ |
| 2001-2008 | André Diard    |        |
| 2008-     | Pierre Étienne |        |